# Liutbirg
Liutbirg († um 870) war eine hoch geachtete Klausnerin, die an der Christianisierung der Sachsen im Nordost-Harz im 9. Jahrhundert maßgeblichen Einfluss hatte.

## Leben
Um die Zeit von 850 bis 870 lebte Liutbirg in einer Einsiedlerklause, die man bis in die 1930er Jahre in der Volkmarskeller genannten Höhle bei Blankenburg/Harz vermutete. Walther Grosse wies 1940 nach, dass sich die Klause nicht im Volkmarskeller befand, sondern damit das spätere Kloster Wendhusen bei Thale gemeint war.
Wenige Jahre nach ihrem Tod wurde die Vita Liutbirgae verfasst, aus der unter anderem hervorgeht, dass die Klausnerin Liutbirg eine enge Vertraute der Bischöfe Haimo von Halberstadt und Ansgar von Bremen gewesen war.